# Nationalstraße 304 (China)
Die Nationalstraße 304 (chinesisch 304国道, Pinyin 304 Guódào, englisch China National Highway 304), chin. Abk. G304, ist eine 889 km lange, in Ost-West-Richtung verlaufende Fernstraße im Nordosten Chinas in der Provinz Liaoning sowie auf dem Gebiet des Autonomen Gebiets Innere Mongolei. Sie führt von Dandong an der Grenze zu Nordkorea über Benxi,  Shenyang, Zhangwu und Tongliao nach Holin Gol in der Inneren Mongolei.